# Epiciclo

Os elementos básicos da astronomia ptolomaica, mostrando um planeta em um epiciclo (círculo tracejado menor), um deferente (círculo tracejado maior), o excêntrico (×) e uma equante (•).

Nos sistemas de astronomia hiparquiana, ptolomaica e copernicana, o epiciclo (do grego antigo ἐπίκυκλος ( epíkuklos) 'sobre o círculo', significando "círculo movendo-se sobre outro círculo") era um modelo geométrico usado para explicar as variações em velocidade e direção do movimento aparente da Lua, do Sol e dos planetas. Em particular, explicou o aparente movimento retrógrado dos cinco planetas conhecidos na época. Secundariamente, também explicou mudanças nas distâncias aparentes dos planetas da Terra.
Foi proposto pela primeira vez por Apolônio de Perga no final do século III a.C. Foi desenvolvido por Apolônio de Perga e Hiparco de Rodes, que o usou extensivamente, durante o século II a.C., depois formalizado e amplamente utilizado por Ptolomeu em seu tratado astronômico do século II d.C., o Almagesto.
O movimento epicíclico é usado no mecanismo de Antikythera, um antigo dispositivo astronômico grego, para compensar a órbita elíptica da Lua, movendo-se mais rápido no perigeu e mais devagar no apogeu do que as órbitas circulares, usando quatro engrenagens, duas delas engatadas de maneira excêntrica que se aproxima bastante da segunda lei de Kepler.
Os epiciclos funcionaram muito bem e foram altamente precisos, porque, como a análise de Fourier mostrou mais tarde, qualquer curva suave pode ser aproximada com precisão arbitrária com um número suficiente de epiciclos. No entanto, eles caíram em desgraça com a descoberta de que os movimentos planetários eram em grande parte elípticos a partir de um referencial heliocêntrico, o que levou à descoberta de que a gravidade obedecendo a uma simples lei do quadrado inverso poderia explicar melhor todos os movimentos planetários.

## História
Quando os antigos astrônomos observavam o céu, eles viam o Sol, a Lua e as estrelas movendo-se de maneira regular. Os babilônios faziam observações celestes, principalmente do sol e da lua, como meio de recalibrar e preservar a cronometragem para cerimônias religiosas. Outras civilizações antigas, como a grega, tiveram pensadores como Tales de Mileto, o primeiro a documentar e prever um eclipse solar (585 a.C.), ou Heraclides Ponticus. Eles também viram os "andarilhos" ou "planetai" (nossos planetas). A regularidade nos movimentos dos corpos errantes sugeria que suas posições poderiam ser previsíveis.

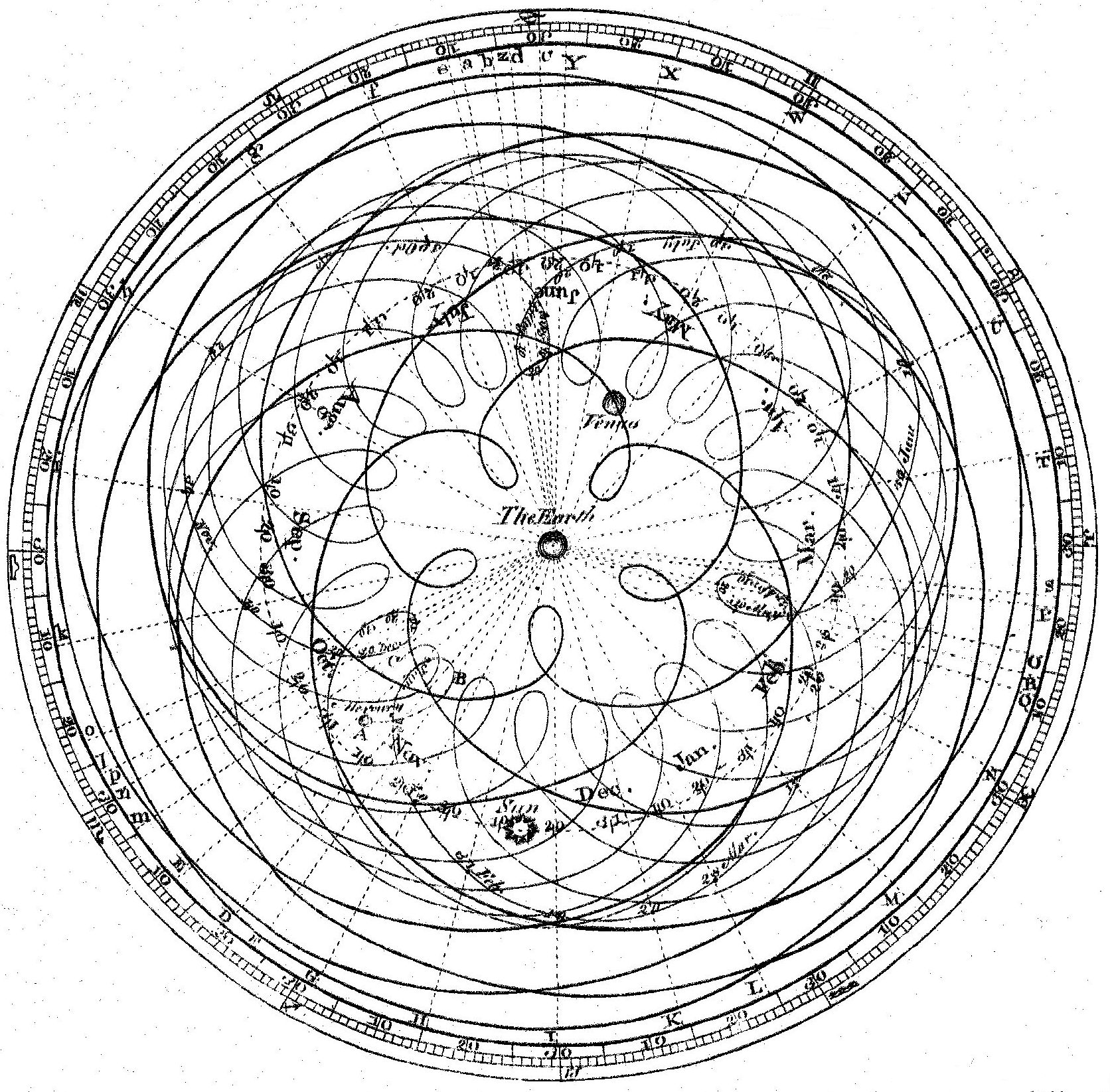
A complexidade a ser descrita pelo modelo geocêntrico

A abordagem mais óbvia para o problema de prever os movimentos dos corpos celestes era simplesmente mapear suas posições contra o campo estelar e então ajustar as funções matemáticas às posições variáveis. A introdução de melhores instrumentos de medição celeste, como a introdução do gnômon por Anaximandro, permitiu que os gregos tivessem uma melhor compreensão da passagem do tempo, como o número de dias em um ano e a duração das estações, que são indispensáveis para medições astronômicas.
Os antigos trabalhavam a partir de uma perspectiva geocêntrica pela simples razão de que a Terra estava onde eles estavam e observavam o céu, e é o céu que parece se mover enquanto o solo parece imóvel e estável sob seus pés. Alguns astrônomos gregos (por exemplo, Aristarco de Samos) especularam que os planetas (incluindo a Terra) orbitavam o Sol, mas a ótica (e a matemática específica – a lei da gravitação de Isaac Newton, por exemplo) necessária para fornecer dados que apoiariam de forma convincente a O modelo heliocêntrico não existia na época de Ptolomeu e não apareceria por mais de mil e quinhentos anos depois de sua época. Além disso, a física aristotélica não foi projetado com esses tipos de cálculos em mente, e a filosofia de Aristóteles em relação aos céus estava totalmente em desacordo com o conceito de heliocentrismo. Não foi até Galileo Galilei observar as luas de Júpiter em 7 de janeiro de 1610, e as fases de Vênus em setembro de 1610, que o modelo heliocêntrico começou a receber amplo apoio entre os astrônomos, que também passaram a aceitar a noção de que os planetas são mundos individuais. orbitando o Sol (ou seja, que a Terra também é um planeta). Johannes Kepler formulou suas três leis do movimento planetário, que descrevem as órbitas dos planetas em nosso sistema solar com um notável grau de precisão, utilizando um sistema que emprega órbitas elípticas em vez de circulares. As três leis de Kepler ainda são ensinadas hoje nas aulas de física e astronomia da universidade, e a redação dessas leis não mudou desde que Kepler as formulou pela primeira vez, quatrocentos anos atrás.
O movimento aparente dos corpos celestes em relação ao tempo é cíclico por natureza. Apolônio de Perga (século III a.C.) percebeu que essa variação cíclica poderia ser representada visualmente por pequenas órbitas circulares, ou epiciclos, girando em órbitas circulares maiores, ou deferentes. Hiparco (século II a.C.) calculou as órbitas necessárias. Deferentes e epiciclos nos modelos antigos não representavam órbitas no sentido moderno, mas sim um conjunto complexo de caminhos circulares cujos centros são separados por uma distância específica para aproximar o movimento observado dos corpos celestes.
Cláudio Ptolomeu refinou o conceito deferente e epiciclo e introduziu o equante como um mecanismo responsável pelas variações de velocidade nos movimentos dos planetas. A metodologia empírica que ele desenvolveu provou ser extraordinariamente precisa para a época e ainda estava em uso na época de Copérnico e Kepler. É importante esclarecer que um modelo heliocêntrico não é necessariamente mais preciso como sistema para rastrear e prever os movimentos dos corpos celestes do que um geocêntrico quando se considera órbitas estritamente circulares. Um sistema heliocêntrico exigiria sistemas mais complexos para compensar a mudança no ponto de referência. Não foi até a proposta de órbitas elípticas de Kepler que tal sistema se tornou cada vez mais preciso do que um mero modelo geocêntrico epicíclico.

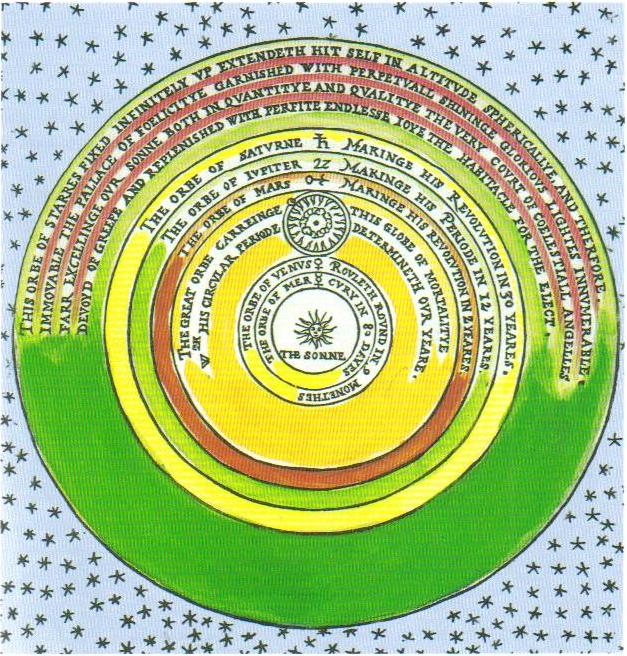
A simplicidade básica do universo copernicano, do livro de Thomas Digges

Owen Gingerich descreve uma conjunção planetária que ocorreu em 1504 e foi aparentemente observada por Copérnico. Em notas encadernadas com sua cópia das Tábuas Alfonsinas, Copérnico comentou que "Marte supera os números em mais de dois graus. Saturno é superado pelos números em um grau e meio". Usando programas de computador modernos, Gingerich descobriu que, na época da conjunção, Saturno realmente estava um grau e meio atrás das tabelas e Marte liderava as previsões em quase dois graus. Além disso, ele descobriu que as previsões de Ptolomeu para Júpiter ao mesmo tempo eram bastante precisas. Copérnico e seus contemporâneos estavam, portanto, usando os métodos de Ptolomeu e os considerando confiáveis bem mais de mil anos depois de Ptolomeu.
Quando Copérnico transformou as observações baseadas na Terra em coordenadas heliocêntricas, ele se deparou com um problema inteiramente novo. As posições centradas no Sol exibiam um movimento cíclico em relação ao tempo. Em princípio, o movimento heliocêntrico era mais simples, mas com novas sutilezas devido à forma elíptica ainda a ser descoberta das órbitas. Outra complicação foi causada por um problema que Copérnico nunca resolveu: contabilizar corretamente o movimento da Terra na transformação de coordenadas. De acordo com a prática anterior, Copérnico usou o modelo deferente/epiciclo em sua teoria, mas seus epiciclos eram pequenos e eram chamados de "epiciclos".:267
No sistema ptolomaico, os modelos para cada um dos planetas eram diferentes, assim como os modelos iniciais de Copérnico. Enquanto trabalhava com a matemática, no entanto, Copérnico descobriu que seus modelos poderiam ser combinados em um sistema unificado. Além disso, se fossem dimensionados de forma que a órbita da Terra fosse a mesma em todos eles, a ordem dos planetas que reconhecemos hoje facilmente seguiria a partir da matemática. Mercúrio orbitou mais próximo do Sol e o resto dos planetas se encaixou em ordem externa, arranjados em distância por seus períodos de revolução.:54
Embora os modelos de Copérnico reduzissem consideravelmente a magnitude dos epiciclos, é discutível se eles eram mais simples que os de Ptolomeu. Copérnico eliminou o equante um tanto difamado de Ptolomeu, mas ao custo de epiciclos adicionais. Vários livros do século XVI baseados em Ptolomeu e Copérnico usam números iguais de epiciclos. A ideia de que Copérnico usou apenas 34 círculos em seu sistema vem de sua própria declaração em um esboço preliminar inédito chamado Commentariolus. Na época em que publicou De revolutionibus orbium coelestium, ele havia acrescentado mais círculos. Contar o número total é difícil, mas estima-se que ele tenha criado um sistema tão ou mais complicado. Koestler, em sua história da visão do homem sobre o universo, compara o número de epiciclos usados por Copérnico em 48. O popular total de cerca de 80 círculos para o sistema ptolomaico parece ter surgido em 1898. Pode ter sido inspirado por o sistema não ptolomaico de Girolamo Fracastoro, que usou 77 ou 79 esferas em seu sistema inspirado por Eudoxus de Cnidus. Copérnico em suas obras exagerou o número de epiciclos usados no sistema ptolomaico; embora as contagens originais variassem para 80 círculos, na época de Copérnico o sistema ptolomaico havia sido atualizado por Peurbach para o número semelhante de 40; portanto, Copérnico efetivamente substituiu o problema do retrógrado por outros epiciclos.
A teoria de Copérnico era pelo menos tão precisa quanto a de Ptolomeu, mas nunca alcançou a estatura e o reconhecimento da teoria de Ptolomeu. O que era necessário era a teoria da órbita elíptica de Kepler, não publicada até 1609 e 1619. O trabalho de Copérnico forneceu explicações para fenômenos como o movimento retrógrado, mas realmente não provou que os planetas realmente orbitavam o Sol.

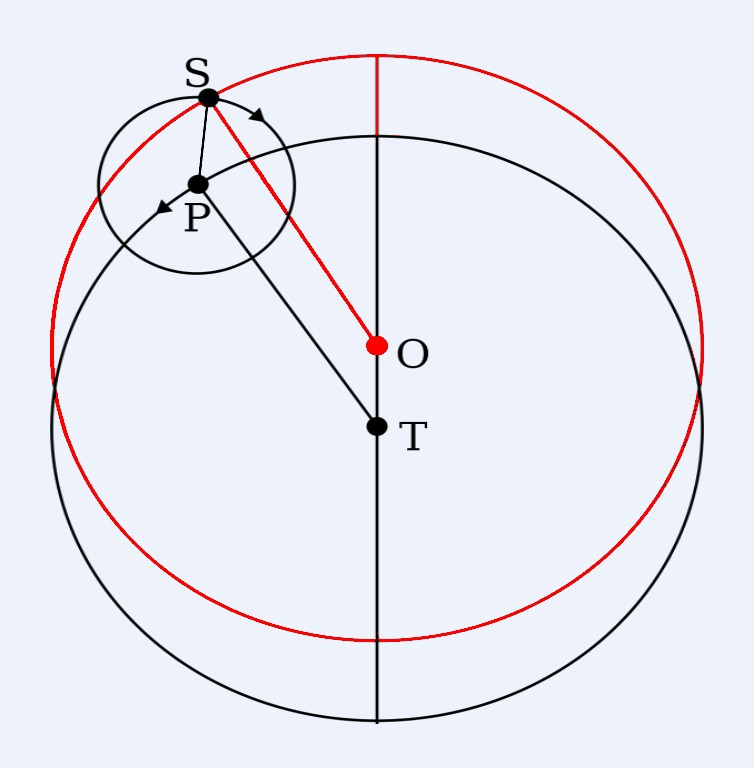
O deferente (O) é deslocado da Terra (T). P é o centro do epiciclo do Sol S

As teorias de Ptolomeu e Copérnico provaram a durabilidade e adaptabilidade do dispositivo deferente/epiciclo para representar o movimento planetário. Os modelos deferentes/epiciclos funcionaram tão bem devido à extraordinária estabilidade orbital do sistema solar. Qualquer teoria poderia ser usada hoje se Gottfried Wilhelm Leibniz e Isaac Newton não tivessem inventado o cálculo.
De acordo com Maimônides, o agora perdido sistema astronômico de Ibn Bajjah na Espanha andaluza do século XII carecia de epiciclos. Gersonides da França do século XIV também eliminou os epiciclos, argumentando que eles não se alinhavam com suas observações. Apesar desses modelos alternativos, os epiciclos não foram totalmente eliminados até o século XVII, quando o modelo de órbitas elípticas de Johannes Kepler gradualmente substituiu o modelo de Copérnico baseado em círculos perfeitos.
A mecânica newtoniana ou clássica eliminou completamente a necessidade de métodos deferentes/epiciclos e produziu teorias mais precisas. Ao tratar o Sol e os planetas como massas pontuais e usar a lei da gravitação universal de Newton, foram derivadas equações de movimento que poderiam ser resolvidas por vários meios para calcular previsões de velocidades e posições orbitais planetárias. Se aproximados como problemas simples de dois corpos, por exemplo, eles poderiam ser resolvidos analiticamente, enquanto o problema mais realista de n corpos exigia métodos numéricos para solução.
O poder da mecânica newtoniana para resolver problemas na mecânica orbital é ilustrado pela descoberta de Netuno. A análise das perturbações observadas na órbita de Urano produziu estimativas da posição do planeta suspeito dentro de um grau de onde foi encontrado. Isso não poderia ter sido realizado com métodos deferentes/epiciclos. Ainda assim, Newton em 1702 publicou a Teoria do Movimento da Lua, que empregava um epiciclo e permaneceu em uso na China até o século XIX. As tabelas subsequentes baseadas na teoria de Newton poderiam ter se aproximado da precisão do minuto de arco.

## Má ciência
"Adicionar epiciclos" passou a ser usado como um comentário depreciativo na discussão científica moderna. O termo pode ser usado, por exemplo, para descrever a tentativa contínua de ajustar uma teoria para fazer com que suas previsões coincidam com os fatos. Há uma ideia geralmente aceita de que epiciclos extras foram inventados para aliviar os erros crescentes que o sistema ptolomaico notou à medida que as medições se tornaram mais precisas, particularmente para Marte. De acordo com essa noção, os epiciclos são considerados por alguns como o exemplo paradigmático da má ciência.
Copérnico acrescentou um epiciclo extra a seus planetas, mas isso foi apenas em um esforço para eliminar o equante de Ptolomeu, que ele considerava uma ruptura filosófica com a perfeição dos céus de Aristóteles. Matematicamente, o segundo epiciclo e o equante produzem os mesmos resultados, e muitos astrônomos copernicanos antes de Kepler continuaram usando o equante, pois os cálculos matemáticos eram mais fáceis. Os epiciclos de Copérnico também eram muito menores que os de Ptolomeu e eram necessários porque os planetas em seu modelo se moviam em círculos perfeitos. Johannes Kepler mostraria mais tarde que os planetas se movem em elipses, o que também eliminou a necessidade dos epiciclos de Copérnico.